# Sc Heerenveen in het seizoen 2016/17 (vrouwen)
Het seizoen 2016/2017 was het 10e jaar in het bestaan van de Heerenveense vrouwenvoetbalclub sc Heerenveen. De club kwam uit in de Eredivisie en eindigde op de zesde plaats. In het toernooi om de KNVB beker reikte de ploeg tot de halve finale. Hierin was PSV, na strafschoppen, te sterk.

## Wedstrijdstatistieken

### Eredivisie
|       | Achilles '29 | ADO Den Haag | AFC Ajax  | PEC Zwolle | PSV       | SC Telstar | FC Twente |
| ----- | ------------ | ------------ | --------- | ---------- | --------- | ---------- | --------- |
| Thuis | 6 – 0        | 2 – 1        | 0 – 1     | 3 – 4      | 2 – 1     | 2 – 2      | 1 – 3     |
| Uit   | 1 – 3        | 2 – 1        | 2 – 0     | 2 – 2      | 6 – 0     | 2 – 0      | 4 – 1     |
|       | 5 – 0 (U)    | 2 – 2 (U)    | 0 – 1 (T) | 4 – 0 (T)  | 1 – 2 (T) | 2 – 3 (T)  | 3 – 0 (U) |

#### Plaatseringsgroep 5–8
|       | Achilles '29 | PEC Zwolle | SC Telstar |
| ----- | ------------ | ---------- | ---------- |
| Thuis | 5 – 0        | 5 – 1      | 2 – 5      |
| Uit   | 1 – 3        | 2 – 3      | 4 – 3      |

### KNVB beker
| Achtste finale                            | EVV Eindhoven AV | 0 – 7 (0 – ?)                        | sc Heerenveen                                                                         |  |
| Plaats: Eindhoven Genneper Sportparken    |                  |                                      | –', –' Jassina Blom –', –' Simone Kets Kerstin Casparij Tiny Hoekstra Ingrid Schuiten |  |
| Kwartfinale                               | sc Heerenveen    | 1 – 1 (0 – 0) 4 – 3 na strafschoppen | SC Telstar VVNH                                                                       |  |
| Plaats: Heerenveen Sportpark Skoatterwâld | Simone Kets 74'  | Wedstrijdverslag                     | 85' Katja Snoeijs                                                                     |  |
| Halve finale                              | PSV              | 1 – 1 (1 – 0) 4 – 3 na strafschoppen | sc Heerenveen                                                                         |  |
| Plaats: Eindhoven Jan Louwers Stadion     | Nadia Coolen 30' | Wedstrijdverslag                     | 90+2' Tiny Hoekstra                                                                   |  |

## Statistieken sc Heerenveen 2016/2017

### Eindstand sc Heerenveen Vrouwen in de Eredivisie 2016 / 2017
| Stand | Gespeeld | Gewonnen | Gelijk | Verloren | Punten | Doelpunten voor | Doelpunten tegen | Gele kaarten | Rode kaarten |
| ----- | -------- | -------- | ------ | -------- | ------ | --------------- | ---------------- | ------------ | ------------ |
| 6e    | 21       | 5        | 3      | 13       | 18     | 32              | 47               | 15           | 0            |

### Eindstand sc Heerenveen Vrouwen in de Play-offs 5–8 2016 / 2017
| Stand | Gespeeld | Gewonnen | Gelijk | Verloren | Punten | Doelpunten voor | Doelpunten tegen | Gele kaarten | Rode kaarten |
| ----- | -------- | -------- | ------ | -------- | ------ | --------------- | ---------------- | ------------ | ------------ |
| 6e    | 6        | 4        | 0      | 2        | 21     | 21              | 13               | 2            | 1            |

### Topscorers
| #      | Naam                    | Goal |
| ------ | ----------------------- | ---- |
| 1.     | Simone Kets             | 16   |
| 2.     | Jassina Blom            | 10   |
| 3.     | Tiny Hoekstra           | 8    |
| 4.     | Nathalie van den Heuvel | 6    |
| 5.     | Fenna Kalma             | 3    |
| 6.     | Elze Huls               | 2    |
| 6.     | Laura Strik             | 2    |
| 6.     | Kim van Velzen          | 2    |
| 7.     | Kirsten Casparij        | 1    |
| 7.     | Marlies Slegter         | 1    |
| 7.     | Dorien Zeinstra         | 1    |
| Totaal | Totaal                  | 55   |

| #      | Naam             | Goal |
| ------ | ---------------- | ---- |
| 1.     | Simone Kets      | 3    |
| 2.     | Jassina Blom     | 2    |
| 2.     | Tiny Hoekstra    | 2    |
| 3.     | Kerstin Casparij | 1    |
| 3.     | Ingrid Schuiten  | 1    |
| Totaal | Totaal           | 9    |

### Kaarten
| #      | Naam             |    |
| ------ | ---------------- | -- |
| 1.     | Tiny Hoekstra    | 3  |
| 2.     | Jassina Blom     | 2  |
| 2.     | Wiëlle Douma     | 2  |
| 2.     | Lieke Huls       | 2  |
| 2.     | Marlies Slegter  | 2  |
| 3.     | Kirsten Casparij | 1  |
| 3.     | Simone Kets      | 1  |
| 3.     | Ingrid Schuiten  | 1  |
| 3.     | Marlies Slegter  | 1  |
| 3.     | Kim van Velzen   | 1  |
| 3.     | Devi Venema      | 1  |
| Totaal | Totaal           | 17 |

| #      | Naam        |   |
| ------ | ----------- | - |
| –      | Geen speler | 0 |
| Totaal | Totaal      | 0 |

| #      | Naam             |   |
| ------ | ---------------- | - |
| 1.     | Kirsten Casparij | 1 |
| Totaal | Totaal           | 1 |

## Voetnoten
Achilles '29 · 
ADO Den Haag · 
Ajax · 
sc Heerenveen · 
PEC Zwolle · 
PSV · 
SC Telstar VVNH · 
FC Twente